# Новоселівська волость (Новомосковський повіт)
Новоселівська волость — адміністративно-територіальна одиниця Новомосковського повіту Катеринославської губернії.
Станом на 1886 рік — складалася з 7 поселень, 7 сільських громад. Населення — 2144 осіб (1029 чоловічої статі та 1115 — жіночої), 849 дворових господарств.
|                     | Площа, десятин | У тому числі орної, десятин |
| ------------------- | -------------- | --------------------------- |
| Сільських громад    | 1126           | 464                         |
| Приватної власності | 14763          | 3638                        |
| Іншої власності     | 515            | 335                         |
| Загалом             | 16404          | 4437                        |

Найбільші поселення волості:
- Новосілка (Клевцова) — село при річках Самара та Татарка за 8 верст від повітового міста, 1052 особи, 217 дворів, православна церква. За 8 верст — лісова пристань, слюсарня.
- Одинівка (Куликівка) — містечко при річці Самара, 463 особи, 73 двори, православна церква, 2 лісові пристані, лавка.